# Duikuitrusting
Een duikuitrusting zijn diverse benodigdheden die gebruikt worden bij het duiken onder water.
Een duikuitrusting kan onder andere bestaan uit:
- Duikpak (zelfs in de meest tropische wateren is het nodig een (dun en/of kort) duikpak te dragen van 3/4 mm; ter bescherming van het lichaam)
- Duiklaarzen en -handschoenen
- Duikbril
- Snorkel (zou gebruikt kunnen worden om perslucht te besparen in ondiep water)
- Vinnen
- Lood (met een loodgordel of geïntegreerd in het trimvest)
- Persluchtfles (ook wel duikfles en duikcilinder genoemd)
- Ademautomaat
- Octopus of ALV (alternatieve luchtvoorziening)
- Trimvest
- Manometer voor het aflezen van de druk in de duikfles
- Dieptemeter en duikhorloge of een bottomtimer
- Kompas
- Duikcomputer
- Duiktabel (voor duiktijd-berekeningen en duikplanningen) of duikcomputer
- Duiklamp (bij dieper duiken en nachtduiken)
- Duikmes
- OSB (Oppervlakte Signalisatie Boei) oftewel decoboei
- Buddylijn (bij slecht zicht, aanbevolen door sommige duikorganisaties)

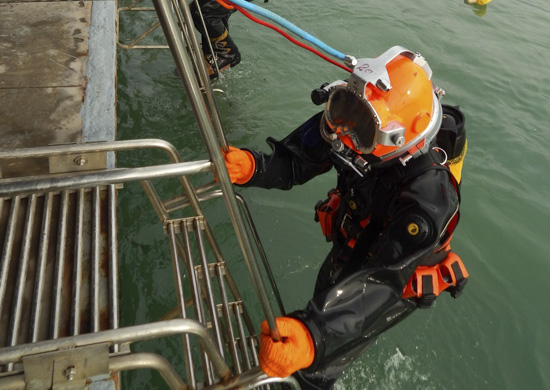
Duiker van de Zwarte Zeevloot in duikuitrusting SVU-5

## Illustratie

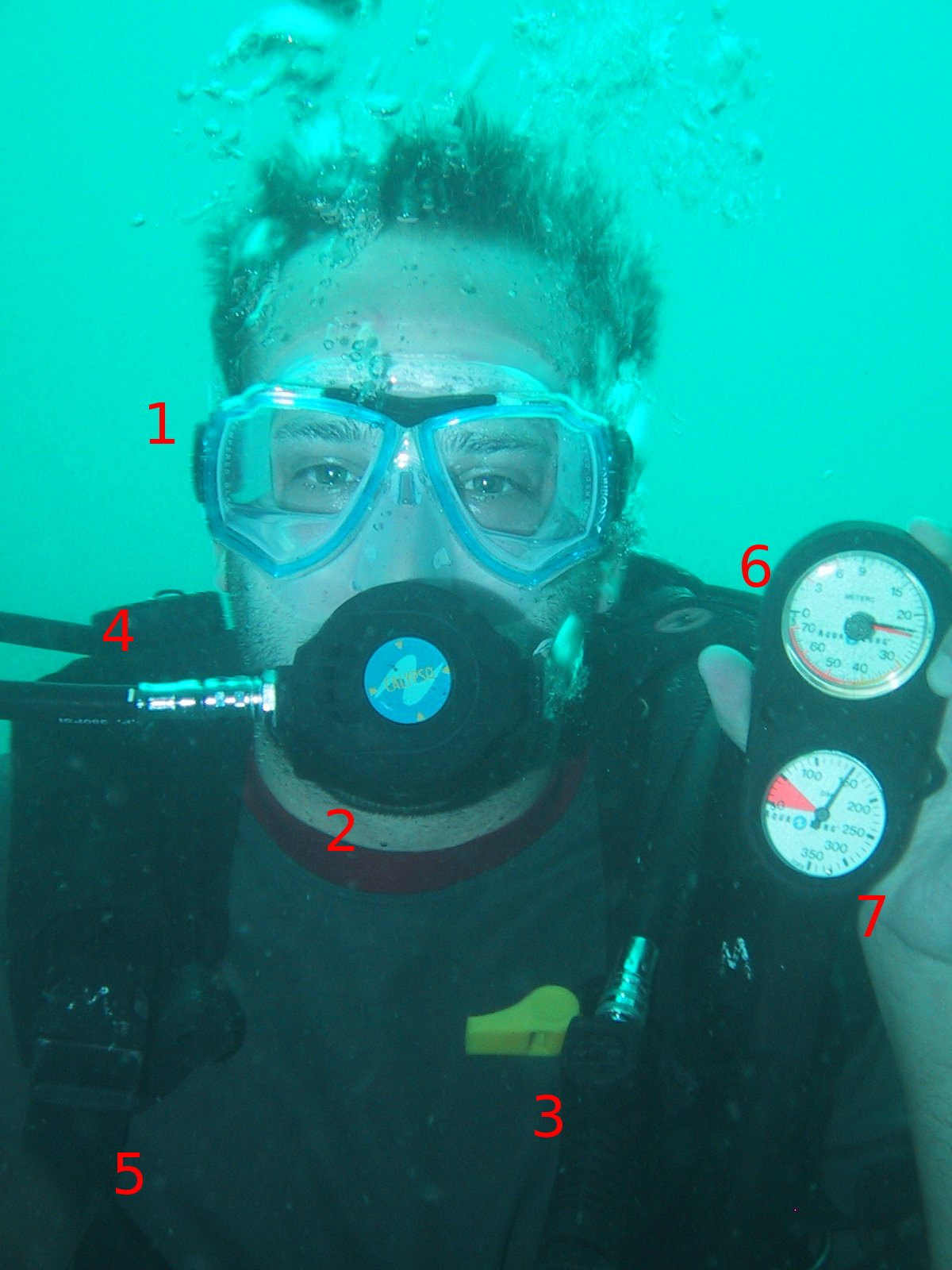
Basisduikuitrusting

Op de afbeelding zijn diverse benodigdheden te zien, zoals:
1. duikbril
2. ademautomaat
3. trimvest
4. eerste trap
5. schouderbanden
6. dieptemeter
7. duikfles